# フォンテーヌブロー宮殿
フォンテーヌブロー宮殿（フォンテーヌブローきゅうでん、仏：Château de Fontainebleau）はセーヌ＝エ＝マルヌ県フォンテーヌブローにある、フランスで最も大きな宮殿。フォンテーヌブロー城（城館） (Château de Fontainebleau) とも呼ばれる。「フォンテンブロー宮殿」とも表記する。宮殿の現在の姿は多くのフランス王による築城の結実であり、基本的な建築構造はフランソワ1世による。
建物は中庭を囲むように広がり、フォンテーヌブローの街がかつての王の狩猟場（フォンテーヌブローの森）跡を取り囲むように発展している。

## マニエリスム
宮殿の内装や庭は、フランスにイタリアのマニエリスム様式を導入しフランス風に解釈しなおしたものである。16世紀のフランスにおけるマニエリスム様式の室内装飾は「フォンテーヌブロー様式」として知られている。これは彫刻、金工、絵画、漆喰装飾、木工を組み合わせ、屋外庭園には図案化した花壇のパルテアなどを取り入れたものである。フォンテーヌブロー様式では寓意的な絵が漆喰のモールドに使われている。アラベスクやグロテスクも取り入れられ、縁取りはまるで皮か紙であるかのように、切り口が巻き上がった形に仕上げられている。
フォンテーヌブローにおける女性美の表現は「マンネリ」である。小さくてこぎれいな顔と長い首、過度に長い胴や四肢、小さくて高い位置にある胸、といった類であり、後期ゴシックの美の表現へほぼ回帰している。
フォンテーヌブローにおける新しさは洗練された細かな彫刻の意匠にあり、これらは鑑定家や芸術家の間に広がっていった。フォンテーヌブロー派による彫刻を通して、この新しいスタイルは他のヨーロッパ中北部、アントウェルペンを筆頭に、ドイツ、ついにはロンドンにまで波及した。

## 建築と歴史

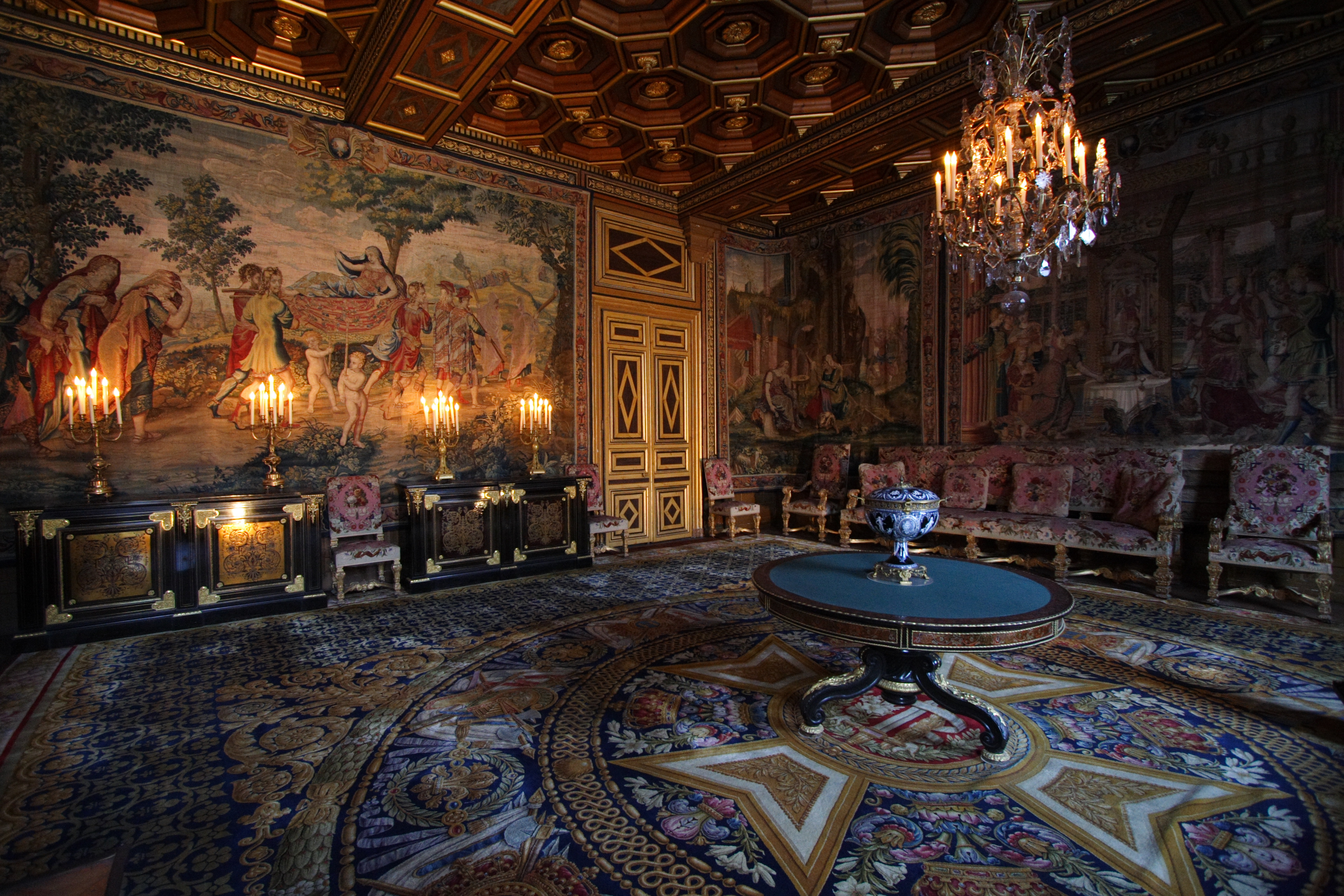
サロンの内装

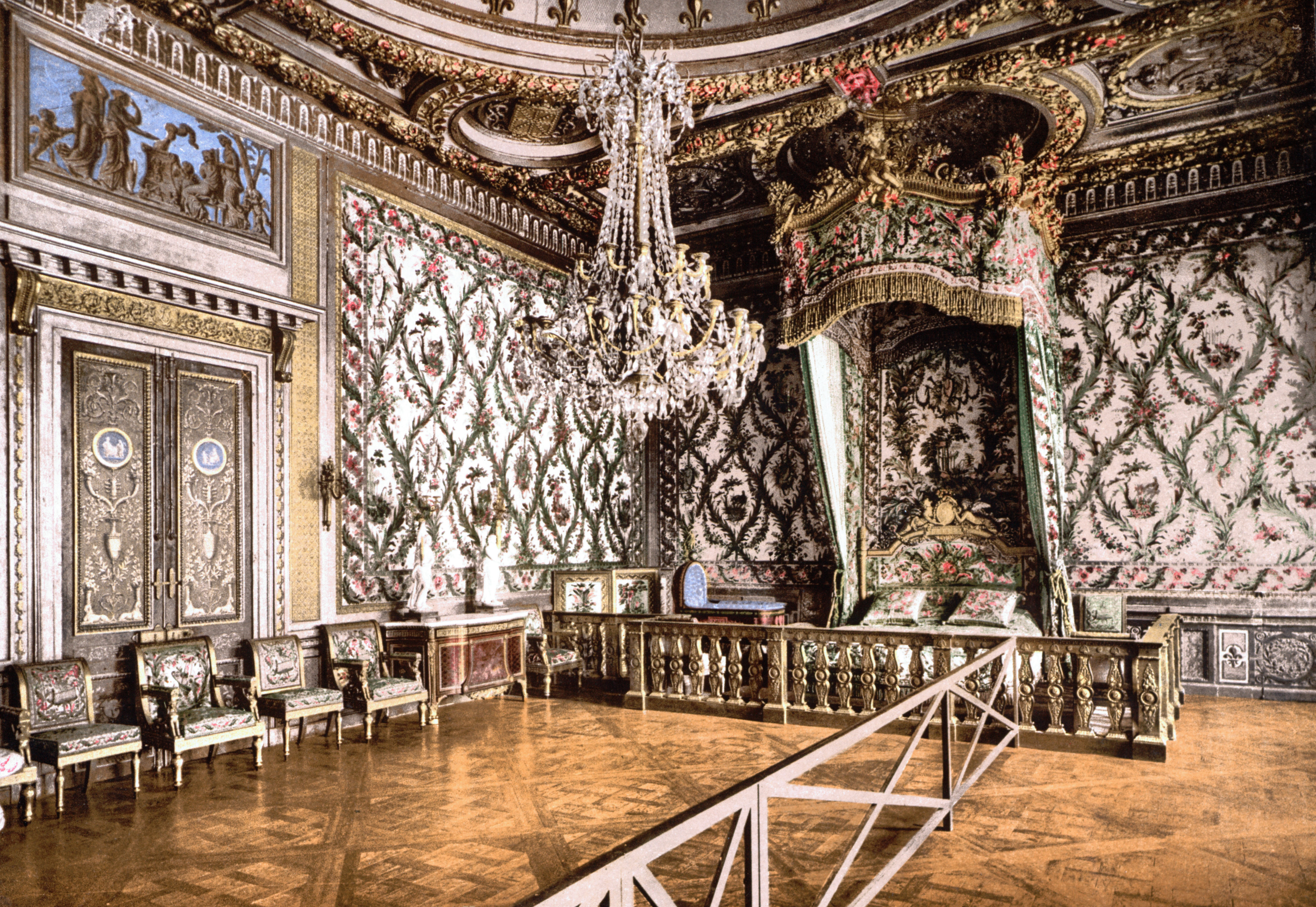
マリー・アントワネットの寝室

12世紀後半にはすでにこの地はルイ7世のものであり、トマス・ベケットが彼のためにチャペルを捧げている。フォンテーヌブローはフィリップ2世やルイ9世のお気に入りの居城であった。
現在の建築を作ったのはフランソワ1世であり、彼の元で建築家の「ブルターニュのジル」が南門「Porte Dorée（黄金の門）」を含む「Cour Ovale（楕円宮廷）」の建物のほとんどを建築した。王は建築家のセバスティアーノ・セルリオとレオナルド・ダ・ヴィンチをもフランスに招いている。フランソワ1世のギャラリーのフレスコはロッソ・フィオレンティーノによるスタッコ（化粧漆喰）で仕上げられ、1522年から1540年にかけて作られて、フランスで最初の大きな装飾ギャラリーとなった。
大まかに見れば、ルネサンスがフランスに渡ってきたときの舞台はフォンテーヌブローであると言える。アンリ2世の統治下、祝祭の広間（Salle des Fêtes）はイタリアのマニエリスム画家のフランチェスコ・プリマティッチオ（Francesco Primaticcio）とニコロ・デッラバーテ（Niccolò dell'Abate）によって装飾された。
ベンヴェヌート・チェッリーニ（サリエラの作者）の「フォンテーヌブーのニンフ（妖精）」は、フォンテーヌブロー宮殿を飾るために作製されたが、現在はルーヴル美術館に保管されている。
アンリ2世とその王妃カトリーヌ・ド・メディシスの時代に、建築家フェリベール・ド・ロルムとジャン・ビュランによって宮殿の大拡張が行われた。フランソワ1世とアンリ2世に次いでアンリ4世も、彼自身の名を冠した「王の中庭」や、その隣の「ディアーヌ・ド・ポワチエのギャラリー」や「雄鹿のギャラリー」を設け、図書室として使用した。こういった建築整備の間には「第二フォンテーヌブロー派」が生まれたが、第一派ほど実験的でも独創的でもなかった。アンリ4世は、樹木の生い茂った庭園に1200mもの長さの運河を設け、現在ではここで釣りができるほどである。また彼は、松やニレの他、果樹なども植えるよう命じた。彼の庭師クロード・モレはアネの街で、図案化したパルテア花壇の修行をしている。
「端麗王」フィリップ4世、アンリ3世とルイ13世は皆この宮殿で生まれ、フィリップ4世はこの世を去るときもフォンテーヌブロー宮殿であった。1685年にはルイ14世により「フォンテーヌブローの勅令」が発令され、これにより1598年のナントの勅令が破棄されることとなった。

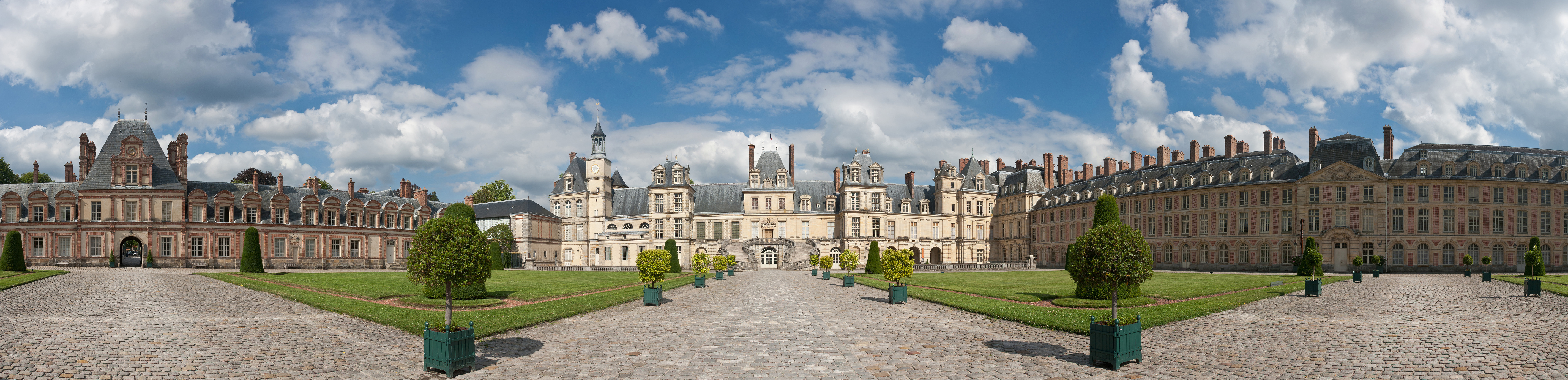
Cour d'Honneur（中庭）

## 革命とナポレオン
300年ののちフランス革命のため、調度品が売り払われるなど宮殿は荒廃した。長い革命騒ぎの間にすべての王宮は売却のため空っぽになったが、これは国家の資金集めの他、ブルボン朝が再び力を得られないようにする目的もあった。
10年も経ないうちに皇帝ナポレオン・ボナパルトは、ブルボン朝におけるヴェルサイユ宮殿同様、フォンテーヌブロー宮殿を自分の権威の象徴にしようとしている。しかしナポレオンは1814年、親衛隊に別れを告げて亡命生活に入ることになった。玉石の敷かれた入り口を広げて四輪馬車が通れるようにするなど、ナポレオンは宮殿を大幅に改築した。現在の観光客が目にする宮殿は、この当時の姿が中心である。フォンテーヌブローの宮殿は、彼の甥ナポレオン3世によるフランス第二帝政の舞台ともなった。

## 客人
ブルボン王家の客人はフォンテーヌブロー宮殿に滞在することが多かった。スウェーデンのクリスティーナ女王は、1654年に退位した後、長くこの宮殿に滞在している。ロシアのピョートル1世、デンマークのクリスチャン7世のほか、ナポレオン時代には教皇ピウス7世も滞在している。1804年には戴冠式でナポレオンを皇帝に任命するため、そして1812年から1814年にはナポレオンの囚人としてである。
また現代では、ベトナムの独立運動指導者だったホー・チ・ミンもフォンテーヌブロー宮殿に滞在した経験がある。

## 世界遺産

### 登録基準
この世界遺産は世界遺産登録基準のうち、以下の条件を満たし、登録された（以下の基準は世界遺産センター公表の登録基準からの翻訳、引用である）。
- (2) ある期間を通じてまたはある文化圏において、建築、技術、記念碑的芸術、都市計画、景観デザインの発展に関し、人類の価値の重要な交流を示すもの。
- (6) 顕著で普遍的な意義を有する出来事、現存する伝統、思想、信仰または芸術的、文学的作品と直接にまたは明白に関連するもの（この基準は他の基準と組み合わせて用いるのが望ましいと世界遺産委員会は考えている）。

## 美術館として
フォンテーヌブロー宮殿の内部は1980年代より美術館として一般公開されている。美術館としては以下の4つに分かれている。
- The Empress’ Chinese Museum (1863)
- The Napoleon I Museum (1986)
- The Galerie de Peinture (Paintings Gallery) (1998)
- The Furniture Gallery (2009)

## 音楽学校と美術学校
1921年にはアメリカ音楽院が、1923年には美術学校がルイ15世館に開校している。